# Стюрбьёрн Сильный
Стюрбьёрн Сильный (др. сканд. Styrbjörn Sterki) — претендент на престол Швеции, сын короля Олафа II Бьёрнссона и племянник его соправителя Эрика VI Победоносного. Эрик VI разбил войска Стюрбьёрна в битве на Фюрисвеллире и убил племянника.
Его сыном (но не от Тиры) был Торкель Стюрбьёрнссон, а внучкой — Гита Торкельсдоттир, жена Годвина Уэссекского.

## Саги
Стюрбьёрн Сильный является главным действующим лицом «Пряди о Стюрбьёрне — шведском претенденте». Также его история упоминается в «Саге о Людях с Песчаного Берега», «Саге о Хервёр», «Саге о потомках Кнута» и «Деяниях данов». В меньшей степени он фигурирует в сагах «Круг Земной» и «Сага об Ингваре Путешественнике».